# Jirgah
Jirgah (en persa: جيرگاه‎, también romanizado como Jīrgāh) es una aldea ubicada en el distrito rural de Zalaqi-ye Sharqi, distrito de Besharat, condado de Aligudarz, provincia de Lorestán, Irán. En el censo de 2006, su población era de 28 personas, en 4 familias.